# 京都キタ短編文学賞
京都キタ短編文学賞（きょうとキタたんぺんぶんがくしょう）は、京都市北区が主催する公募文学賞。
京都市北区の魅力発信事業として、2022年に創設された。世界遺産の賀茂別雷神社（上賀茂神社）・ 鹿苑寺（金閣寺）をはじめ、多数の寺社仏閣や歴史的建造物、独特の風土を有する京都市北区を舞台とし、その魅力が活かされた短編小説を募集する。京都市北区・船岡山を舞台にした小説『京都船岡山アストロロジー』（望月麻衣著／講談社文庫）第2巻の発売を記念し、北区役所が企画した。
受賞作は短編集として刊行される。

## 受賞作
- 第1回（2022年度）[4]

最優秀賞『紫野にて、綾なす時に触れる。』槙島聖、優秀賞『深泥池マジョリカ奮戦記』西脇朳、船岡山部門賞『船岡山で読み聞かせ！』ひまりけい

- 第2回（2023年度）[5]

最優秀賞『ハルの、還る家』黒田きな子、優秀賞『影狛』おぎなお紺、船岡山賞『五十一枚の写真展』ひぐち紀

- 第3回（2024年度）